# Szachownica lotnicza

Szachownica lotnicza stosowana w lotnictwie polskim w latach 1918–1921

Szachownica lotnicza stosowana w lotnictwie polskim w latach 1921–1993

Obowiązujący od 1993 roku wzór polskiej szachownicy lotniczej

Szachownica lotnicza obowiązująca w Straży Granicznej

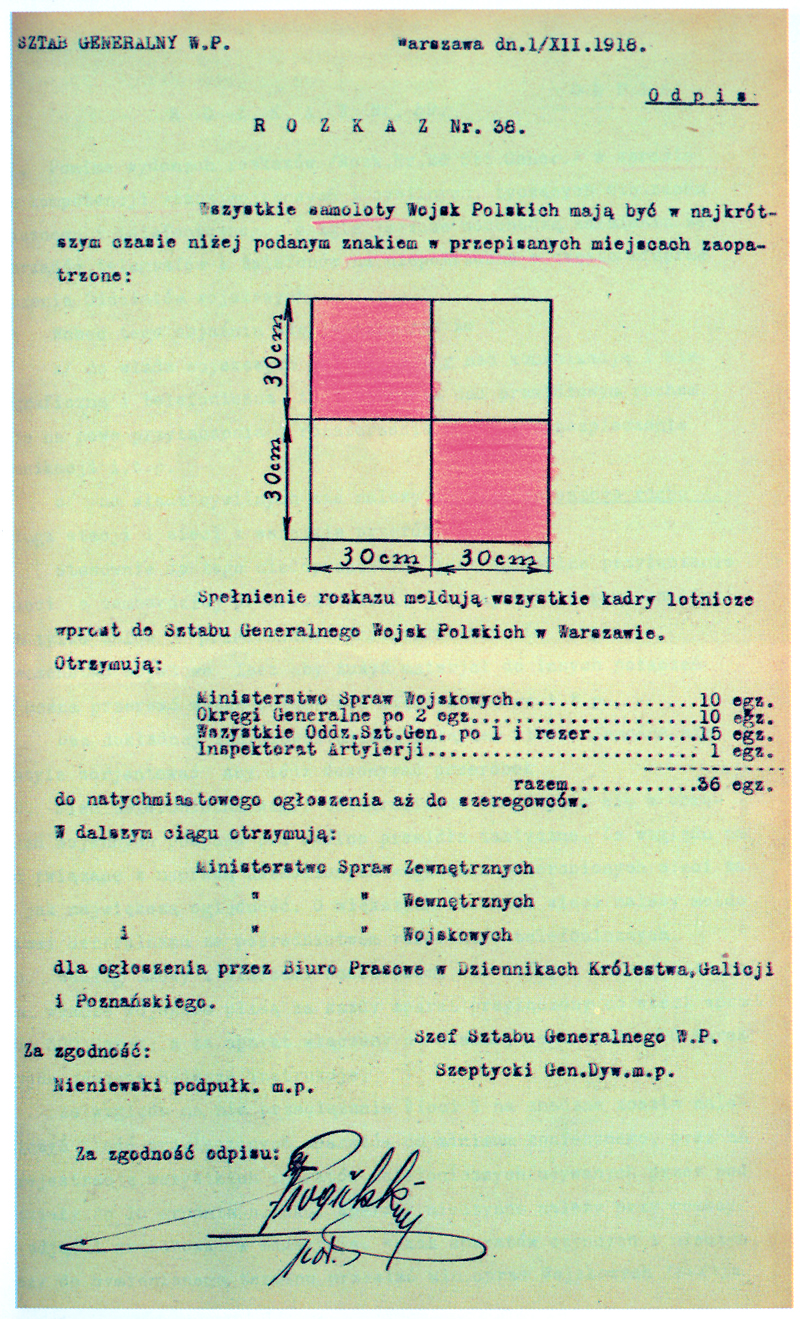
Odpis Rozkazu nr 38
Szefa Sztabu Generalnego gen. Stanisława Szeptyckiego
z 1 grudnia 1918

Szachownica lotnicza low vis (od 2025).

Szachownica lotnicza – znak Sił Powietrznych, malowany na statkach powietrznych. Znak ma formę kwadratowej szachownicy o czterech polach w kolorach czerwonym i białym.

## Historia
Biało-czerwona szachownica po raz pierwszy pojawiła się na samolotach jako godło osobiste pilota porucznika Stefana Steca, latającego w lotnictwie austriackim, a następnie polskim. Miała wówczas cztery pola, bez obwódek. Tak oznakowanym samolotem Stec przyleciał 15 listopada 1918 z meldunkiem z oblężonego Lwowa do Warszawy. Dowódca lotnictwa, ppłk Hipolit Łossowski, uznał wówczas, że szachownica spełnia wszystkie kryteria, jakie powinien mieć znak przynależności państwowej: jest oryginalna, ma polskie barwy i łatwo można ją namalować na skrzydłach i kadłubie.
1 grudnia 1918 Szef Sztabu Generalnego Wojska Polskiego generał dywizji Stanisław Szeptycki wydał rozkaz nr 38, w którym postanowił, że:

Wszystkie samoloty Wojska Polskiego mają być w najkrótszym czasie niżej podanym znakiem w przepisanych miejscach zaopatrzone 

7 grudnia 1918 w Dzienniku Rozporządzeń Ministra Spraw Wojskowych nr 9 ukazało się ponadto Rozporządzenie Szefa Sztabu Generalnego następującej treści: 

Samoloty Wojsk Polskich będą w przyszłości zaopatrzone w miejscach dotychczas obowiązujących znakiem kwadratowym szerokości 60 cm, dzielącym się na cztery równe pola. Lewe górne i prawe dolne pole będzie barwy karmazynowej, lewe dolne i prawe górne pole barwy białej .

Przed wprowadzeniem szachownicy, polskie samoloty były oznaczane różnymi elementami w biało-czerwonych barwach narodowych: tarczami herbowymi z podziałem koloru na ukos (eskadry warszawskie), pasami biało-czerwonymi (eskadra lwowska), czerwonymi literami Z w białym kwadracie (eskadry krakowskie).

Znaki stosowane w 1918 r. przed wprowadzeniem szachownicy
Znak warszawski
Znak lwowski
Znak krakowski

Początkowo malowana była na całej szerokości skrzydeł, kadłubów i sterów kierunku. W 1921 wprowadzono obwódki w kolorach odmiennych od koloru pól szachownicy (instrukcja Wojsk Lotniczych nr 15 z 1921 roku: Ogólne Warunki Techniczne Płatowców), jednak nie podano stosunku ich szerokości do rozmiaru szachownicy. Stosunek ten ustaliło dopiero rozporządzenie prezydenta RP w sprawie znaków przynależności:

Szachownica lotnicza jest to kwadrat podzielony na cztery równe pola, z których lewe górne i prawe dolne są barwy czerwonej z białą obwódką, lewe dolne i prawe górne barwy białej z obwódką czerwoną. Stosunek obwódek do pola wynosi 1:5.

Przez następne ponad 70 lat szachownica w tej postaci pozostawała znakiem polskiego lotnictwa wojskowego. W 1993 jednakże wprowadzono nowy wzór znaku, z zamienioną kolejnością pól (odwrócony o 90°), bardziej poprawny heraldycznie, ale ignorujący tradycję. Ustawa z 19 lutego 1993 O znakach Sił Zbrojnych Rzeczypospolitej Polskiej w Rozdziale 5 art. 22 w ust. 1 podaje:

Znakiem wojskowych statków powietrznych jest biało-czerwona szachownica lotnicza o barwach Rzeczypospolitej Polskiej, podzielona na cztery równe pola ze skrajami o naprzemiennych barwach. Stosunek szerokości skraju do długości krawędzi pola szachownicy lotniczej wynosi 1:5.

Natomiast punkt drugi informuje, że wzór szachownicy znajduje się w załączniku do tejże ustawy.
Według nieobowiązującego już zarządzenia Ministra Obrony Narodowej, szachownica lotnicza umieszczana jest na samolotach po obu stronach statecznika pionowego (w przypadku podwójnego usterzenia pionowego tylko na zewnętrznych powierzchniach statecznika) oraz na dolnych powierzchniach obu skrzydeł (w przypadku dwupłatowca na dolnych powierzchniach lewego i prawego dolnego płata skrzydła); 25 lutego 2012 weszło w życie rozporządzenie Ministra Obrony Narodowej, przywracające szachownice na górne powierzchnie obu skrzydeł (w przypadku dwupłatowca na górne powierzchnie lewego i prawego górnego płata skrzydła). Na śmigłowcach – po obu stronach tylnej części kadłuba oraz na jego dolnej powierzchni. Szachownicę lotniczą umieszcza się tak, aby jej krawędzie były równoległe do osi symetrii podłużnej. Znak nie może znajdować się częściowo na nieruchomej powierzchni, a częściowo na ruchomej. Dopuszczalne jest umieszczenie szachownicy w całości na ruchomej powierzchni. W przypadku, gdy szachownica umieszczona jest na białym lub czerwonym elemencie płatowca powinna mieć szarą obwódkę. Szerokość szarej linii wynosi 1/6 szerokości skrajów szachownicy lotniczej.
W czasie II wojny światowej samoloty, na których walczyli polscy piloci po klęsce wrześniowej, nosiły szachownice obok znaków państw w siłach których walczyli:
- We Francji: malowano dużą szachownicę jedynie na kadłubie, zamiast znaków francuskich (była ona również obrócona o 90°). Było to zapewne związane z istnieniem od 1885 r. francuskiego znaku kolejowego "kwadrat" o postaci szachownicy biało-czerwonej.
- W Wielkiej Brytanii miniaturowe szachownice malowano na osłonie silnika, przed i poniżej kabiny pilota, bardzo rzadko na kadłubie za znakiem RAF-u.
- Lotnictwo polskie sformowane w ZSRR malowało małe szachownice na osłonach silników.

W 2025 wprowadzono wersję low vis (niskiej widzialności) szachownicy lotniczej:

W przypadkach uzasadnionych wymogami bezpieczeństwa lub warunkami prowadzenia działań operacyjnych można używać szachownicy lotniczej w wersji o niskiej widzialności. W takim przypadku pola czerwone są zastąpione kolorem powierzchni, na którą jest nanoszona szachownica lotnicza, a pola białe – kolorem jaśniejszym od koloru tła dopasowanym pod względem kontrastu.

## Inne wykorzystanie
Od 1991 roku statki powietrzne Straży Granicznej Polski noszą wzór biało-czerwonej szachownicy w kształcie koła na tle zielonego kwadratu. Obrócona o 45° biało-czerwona szachownica była także malowana od lat 60. do lat 80. XX wieku na wieżach oraz burtach bezwieżowych polskich pojazdów pancernych, czasami miała ona formę rombu. Szachownica lotnicza jest elementem flagi lotnisk i lądowisk wojskowych, flagi lotnisk i lądowisk Marynarki Wojennej oraz flagi Dowódcy Sił Powietrznych.
Szachownica widniała na awersie Medalu Lotniczego; obecnie widnieje na awersie Lotniczego Krzyża Zasługi i Lotniczego Krzyża Zasługi z Mieczami, a także na Odznace tytułu honorowego „Zasłużony Pilot Wojskowy”.
Znak szachownicy umieszczony został na monecie okolicznościowej o nominale 2 zł, wyemitowanej przez Narodowy Bank Polski 4 kwietnia 2011 roku. Monety wybito dla uczczenia pamięci ofiar katastrofy polskiego Tu-154 w Smoleńsku 10 kwietnia 2010. Moneta wybita została z rzekomym błędem, polegającym na złym odwzorowaniu kolorów szachownicy na rzeźbie monety. Zgodnie z zasadami przyjętymi przez Radę Heraladyczną, a stosowanymi do odznaczeń i medali, kolor biały w reliefie symbolizuje wyspa kolor czerwony pozostaje lustrem, tj. powierzchnią płaszczyzny monety.
Od 1996 szachownica jest wykorzystywana jako element herbu Bemowa, dzielnicy Warszawy. W latach 1974–1993 była ona także obecna w herbie Dęblina.
Motyw szachownicy pojawia się również w logach polskich aeroklubów. 
Za zgodą wiceministra obrony narodowej Czesława Mroczka polski skoczek narciarski Kamil Stoch wystąpił na Zimowych Igrzyskach Olimpijskich w Soczi w kasku z szachownicą lotniczą. W obu konkursach (9 lutego oraz 15 lutego) uzyskał tytuły mistrza olimpijskiego.

## Galeria

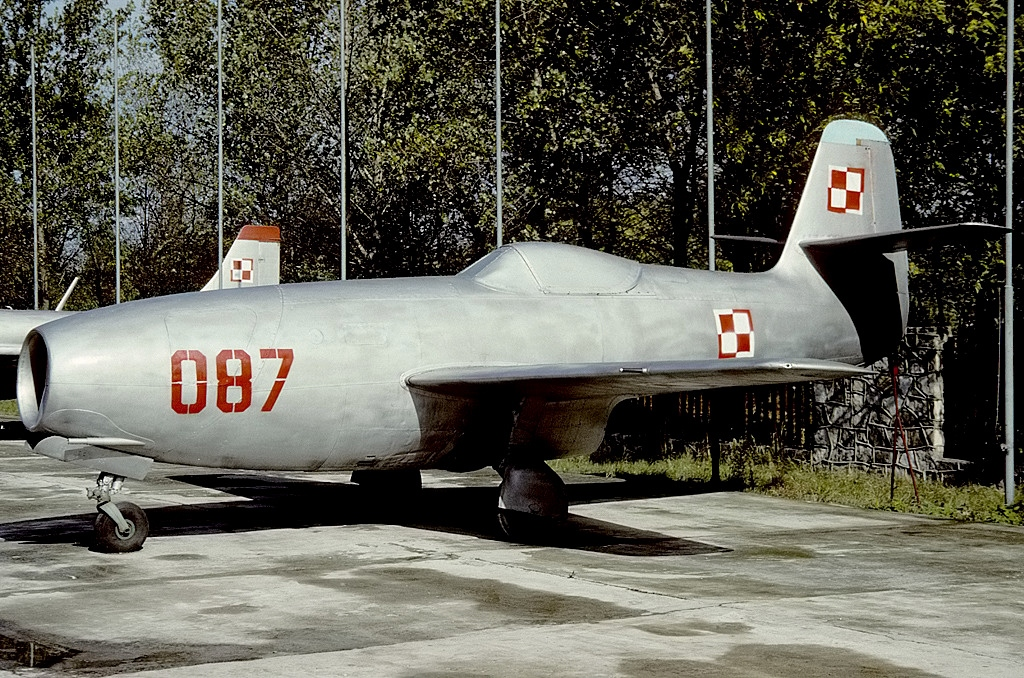
Muzealny Jak-23 z szachownicami starego wzoru
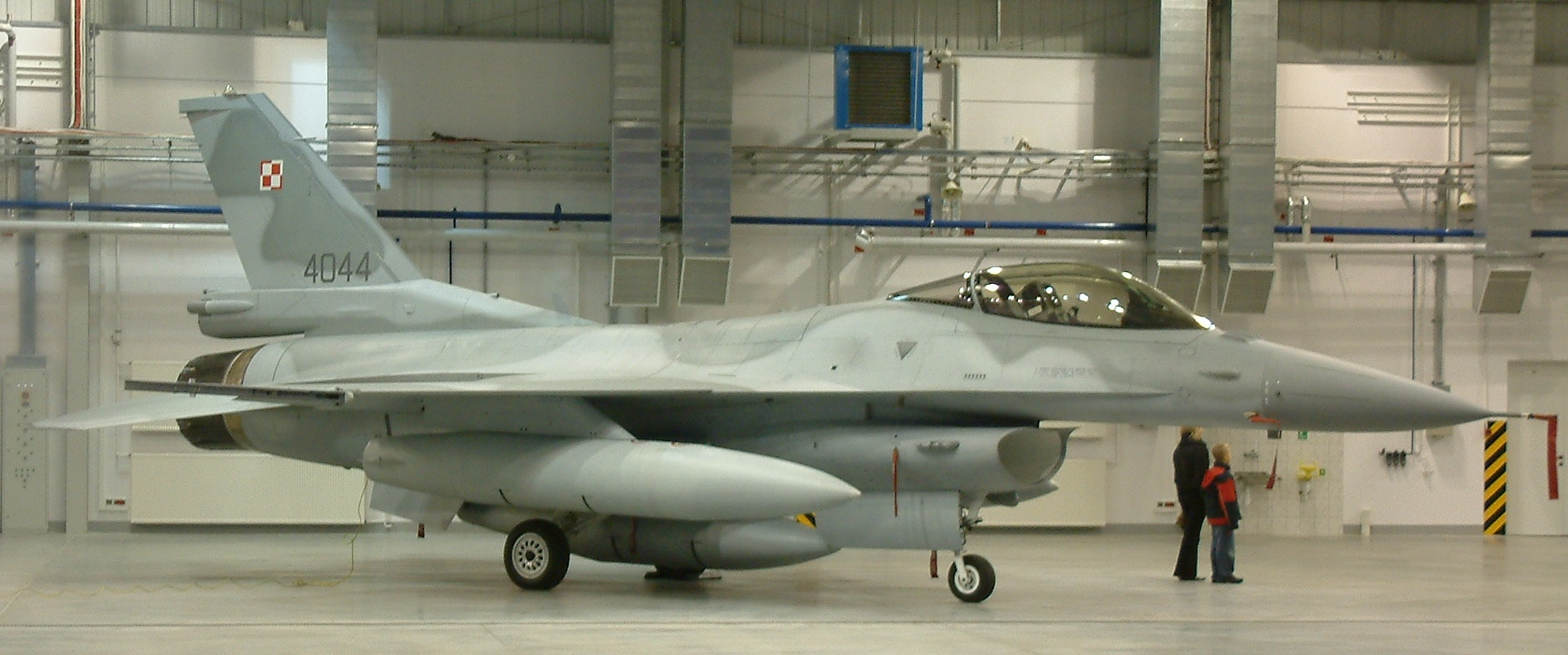
Szachownica na polskim F-16 Jastrząb
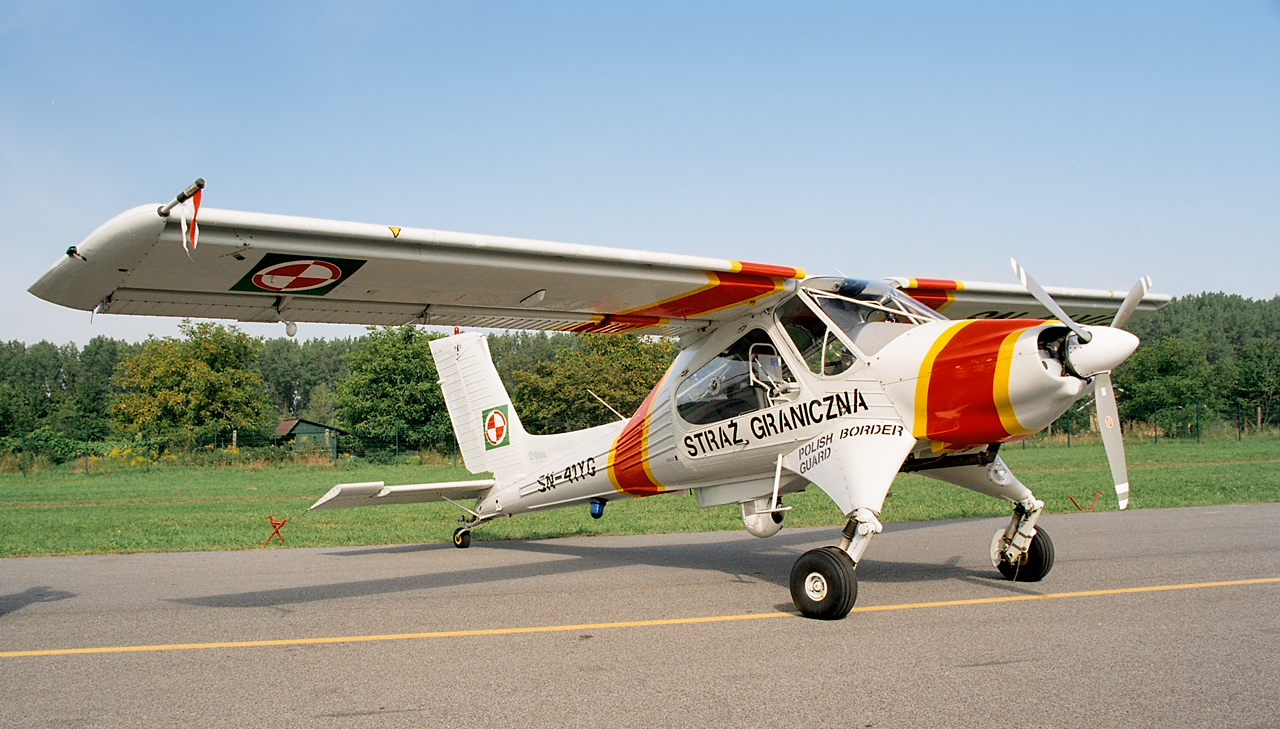
PZL-104MF Wilga 2000 w barwach Straży Granicznej
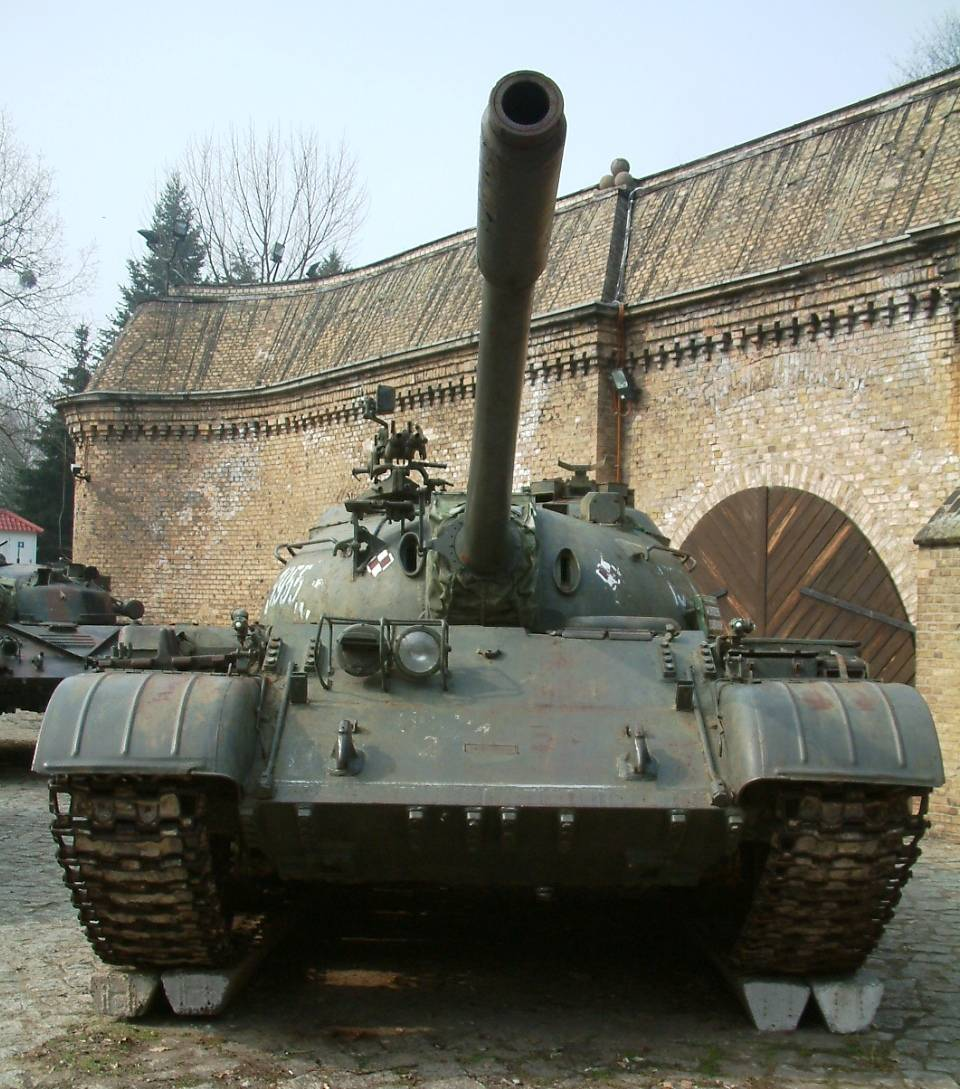
T-55 z szachownicami wojsk pancernych